# Angels Unawares
Angels Unawares ist eine Bronzeskulptur von Timothy Schmalz, die am 29. September 2019, dem 105. Welttag der Migranten und Flüchtlinge, auf dem Petersplatz im Vatikan installiert wurde. 

## Darstellung
Die sechs Meter lange Skulptur zeigt eine lebensgroße Gruppe von Personen auf einem Boot, die aus verschiedenen Kulturen und historischen Momenten stammen. Darunter dargestellt ist ein Jude, der aus Nazideutschland flieht, ein Syrer, der den syrischen Bürgerkrieg verlässt, und ein Pole, der dem kommunistischen Regime entkommt. Die Zahl der 140 dargestellten Menschen korrespondiert mit den 140 Skulpturen auf den Kolonnaden des Petersplatzes.

## Hintergrund
Die Idee für die Skulptur stammt von Kardinal Michael Czerny. Unter den auf dem Schiff vertretenen Personen sind die Eltern des Kardinals, die aus der Tschechoslowakei nach Kanada eingewandert waren. Die Skulptur wurde von einer norditalienischen Migrantenfamilie, der Familie Rudolph P. Bratty, finanziert. Am 29. September 2019 weihten Papst Franziskus und vier Flüchtlinge aus verschiedenen Teilen der Welt die Skulptur ein. Eine kleinere Reproduktion, ungefähr anderthalb Meter hoch, wird dauerhaft in der Basilika des Sankt Paul vor den Mauern in Rom installiert.